# Erzbistum Cashel und Emly
Das Erzbistum Cashel und Emly (ir.: Ard-Deoise Chaisil agus Imligh, lat.: Archidioecesis Cassiliensis (Casheliensis) et Emeliensis) ist eine Diözese der römisch-katholischen Kirche Irlands im südlichen Teil der irischen Provinz Munster mit Sitz in Thurles (County Tipperary).

## Geschichte
Das heutige Erzbistum entstand 1718 durch die Vereinigung der beiden römisch-katholischen Bistümer: Erzbistum Cashel und Bistum Emly. Das Territorium umfasst den größten Teil des County Tipperary und Teile des County Limerick.
Das Bistum Emly wurde nach dem Dorf Emly im Süden des County Tipperary benannt. Das Bistum Cashel wurde 1111 durch die Synode von Rathbreasail gegründet. Durch die Synode von Kells 1152 wurde die Diözese zum Metropolitanbistum erhoben, als der päpstliche Legat, Kardinal Giovanni Paparoni († um 1153/54), dem Bischof Donat O'Lonergan von Cashel das Pallium verlieh.
→ siehe Kirchenreform Irlands im Mittelalter

### Kathedrale

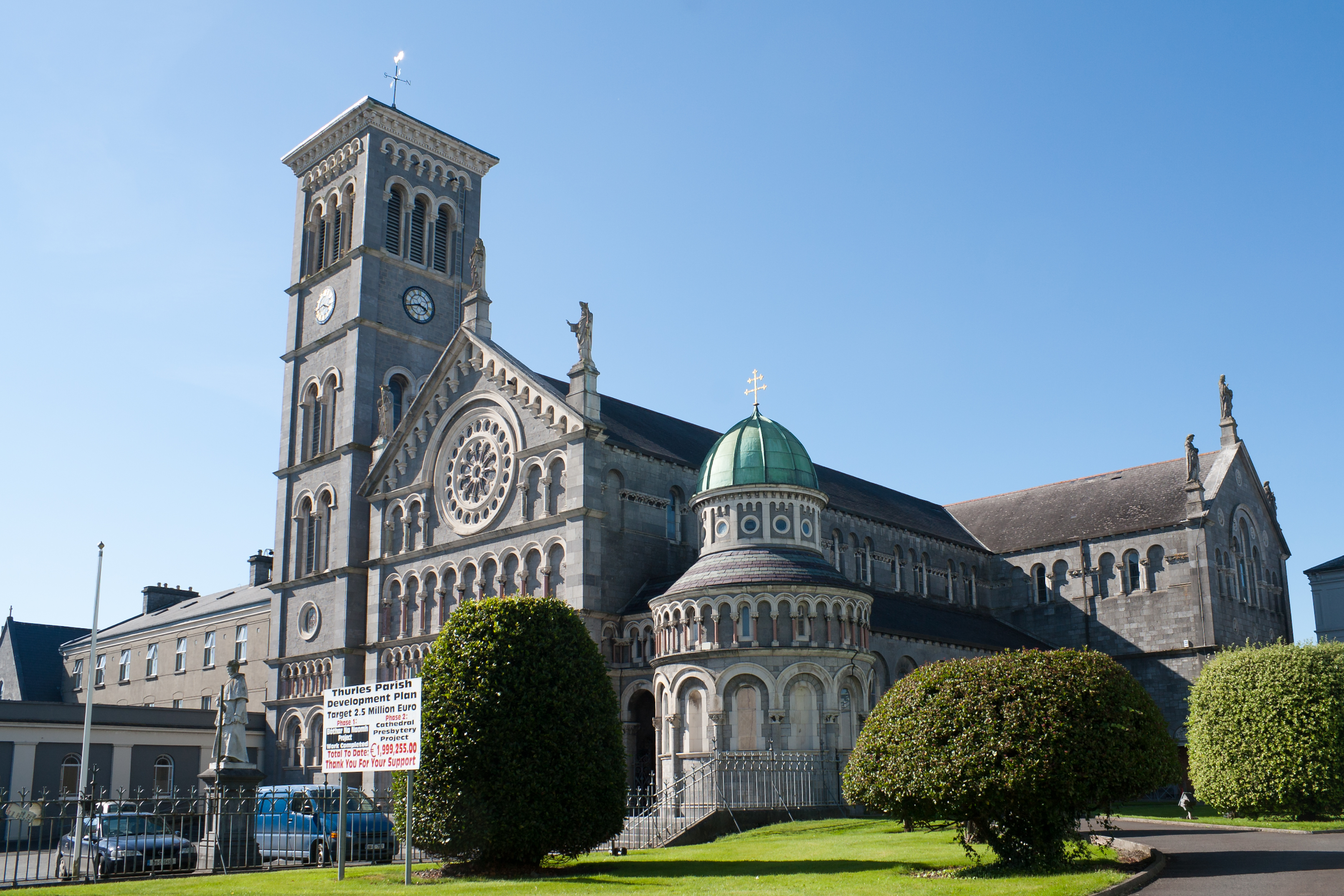
Cathedral of the Assumption

Trotz des Namens befindet sich der Bischofssitz der Erzdiözese (cathedra) weder in Cashel noch in Emly, sondern im nahegelegenen Thurles. Dies resultiert aus der Verdrängung der römisch-katholischen Erzbischöfe von ihrer angestammten Kathedrale (der Kathedrale von Cashel) durch Beauftragte der britischen Krone zu Gunsten der neuen Church of Ireland. Ein besonderes Kapitel in dieser Geschichte schrieb Miler Magrath, der von 1571 bis 1622 den anglikanischen Erzbischofstitel von Cashel führte. Seit der Zeit der englischen Reformation waren die von Rom bestimmten Erzbischöfe gezwungen, sich in verschiedenen Anwesen im County Tipperary vor den königlichen Truppen zu verstecken.
Dieser Zustand dauerte bis Ende des 18. Jahrhunderts, als einige der schärfsten Bestimmungen der entsprechenden Strafgesetze (Penal Laws) abgeschwächt wurden. Dr. James Butler II. (1774–1791) verlagerte, als er von Rom zum Erzbischof ernannt wurde, seine Residenz und cathedra von Cashel nach Thurles, von wo aus seine Nachfolger bis heute das Erzbistum leiten. Die Mariä-Himmelfahrt-Kathedrale wurde von 1865 bis 1879 unter der Leitung des Dubliner Architekten James Joseph McCarthy errichtet.

## Bischöfe
- Liste der Erzbischöfe von Cashel
- Liste der Bischöfe von Emly

## Dekanate und Gemeinden

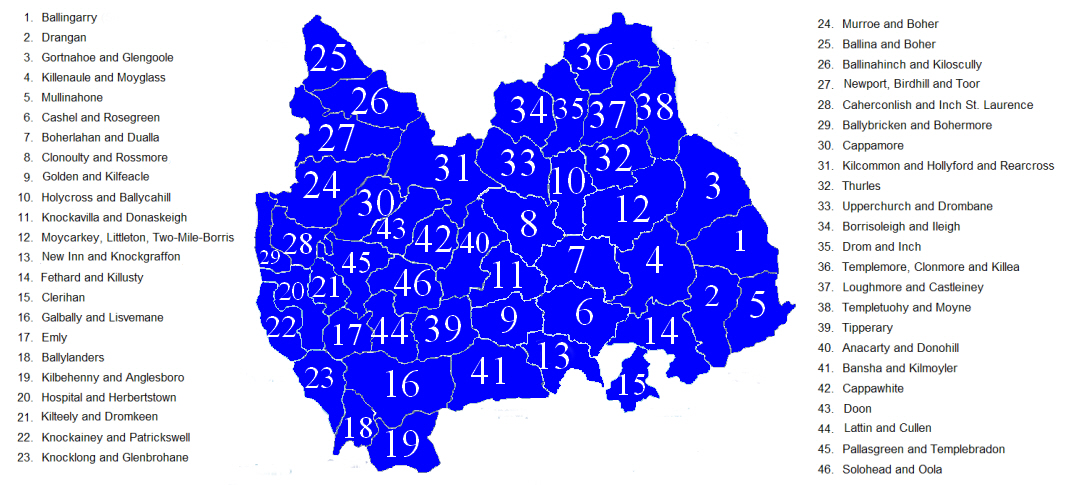
Gemeinden

Derzeit ist die Erzdiözese in acht Dekanate (deaneries) aufgeteilt, zu denen eine Zahl von Kirchgemeinden (oder Gemeindezusammenschlüsse) gehören.
| Dekanat Ballingarry - Ballingarry - Drangan - Gortnahoe and Glengoole - Killenaule and Moyglass - Mullinahone Dekanat Cashel - Cashel and Rosegreen - Boherlahan and Dualla - Clonoulty and Rossmore - Golden and Kilfeacle - Holycross and Ballycahill - Knockavilla and Donaskeigh - Moycarkey, Two-Mile-Borris and Littleton - New Inn and Knockgraffon Dekanat Fethard - Fethard and Killusty - Clerihan | Dekanat Galbally - Galbally and Lisvemane - Emly - Ballylanders - Kilbehenny and Anglesboro Dekanat Hospital - Hospital and Herbertstown - Kilteely and Dromkeen - Knockalney and Patrickswell - Knocklong and Glenbrohane Dekanat Murroe - Murroe and Boher - Ballina and Boher - Ballinahinch and Kiloscully - Newport, Birdhill and Toor - Caherconlish and Inch St. Laurence - Ballybricken and Bohermore - Cappamore - Kilcommon and Hollyford and Rearcross | Dekanat Thurles - Thurles - Upperchurch and Drombane - Borrisoleigh and Ileigh - Drom and Inch - Templemore, Clonmore and Killea - Loughmore and Castleiney - Templetuohy and Moyne Dekanat Tipperary - Tipperary - Anacarty and Donohill - Bansha and Kilmoyler - Cappawhite - Doon - Lattin and Cullen - Pallasgreen and Templebradon - Solohead and Oola |